# Acremonium nepalense
Acremonium nepalense är en svampart som beskrevs av W. Gams 1975. Acremonium nepalense ingår i släktet Acremonium, ordningen köttkärnsvampar, klassen Sordariomycetes, divisionen sporsäcksvampar och riket svampar.   Inga underarter finns listade i Catalogue of Life.